# Замок Калаур
Замок Калаур (Karawol, Kalaur, Kalavur) — замок Великого княжества Литовского, предположительно основанный во времена правления князей Кориатовичей на Подолье во второй половине XIV века. Расположен в низовьях Днестра недалеко от Рашкова. Пришёл в упадок в начале XVI века.

## История замка
Замок имел стратегическое значение для защиты южных границ ВКЛ и обеспечения влияния на Подолье после его присоединения к княжеству в 1362 году. В 1410 году Ягайло подарил Ничке Караульскому земли в Подолье. Историк Януш Куртыка предполагает, что Ничка Караульский выполнял уряднические функции в замке. Исследовательница Ольга Белецкая допускает, что Ничка просто происходил из Калаура. Под 1411 году хронист Ян Длугош (1415—1480) впервые упоминает Калаур среди мест, которые посетил Ягайло. В первой половине XV века Витовт отдал замок во владение Андрею Судимонту. Неизвестно, какую роль сыграл Калаур во время Луцкой войны в 1431 году, когда Подолье стало ареной борьбы между Польшей и ВКЛ. В 1432 году замок ещё принадлежал Свидригайло. Перечислен в Списке городов Свидригайло. Но уже в 1442 году он являлся собственностью польского урядника Теодора Бучацкого. В 1545 году Калаур упоминается как селище. Предположительно являлся местом происхождения рода Каллаур.

## Современное состояние
Замок не сохранился. Территория около «Красных скал» под Рашковом, где находился Калаур, была исследована археологами Ильёй Литвинчуком и Олегом Рыбчинским. Согласно их данным, место представляет собой четырёхугольник, обведённый валом высотой от 3 до 6 метров и периметром до 180 метров. Просматриваются три круглых бастиона и место ворот. Ров почти не сохранился. Археологи реконструировали гипотетический вид замка. Около села Строинцы, недалеко от Рашкова, название «Калаур» сохранилось за лесным массивом.